# Crepis cretica
Crepis cretica ist eine Pflanzenart aus der Gattung Pippau (Crepis) in der Familie der Korbblütler (Asteraceae).

## Merkmale
Crepis cretica ist ein einjähriger Schaft-Therophyt, der Wuchshöhen von 10 bis 20 Zentimetern erreicht. Die zahlreichen Stängel sind wenig verzweigt. Die Grundblätter sind verkehrteilanzettlich, stumpf bis spitz und gezähnt bis fiederschnittig. Wenn sie fiederschnittig sind, besitzen sie 6 bis 10 Seitenfiederpaare. Die Körbchen sind vor der Blüte nickend. Die zweireihige Hülle ist 3 bis 7 Millimeter groß und filzig, kahl oder winzig drüsig, hin und wieder ist sie mit längeren drüsenlosen Haaren besetzt. Die äußeren 4 bis 6 Hüllblätter sind sehr kurz. Die Früchte sind 1,75 bis 3,25 Millimeter groß, spindelförmig, hellbraun, 10-rippig und besitzen einen kurzen Schnabel.
Die Blütezeit reicht von März bis Juli.

## Vorkommen
Crepis cretica kommt in der südlichen Kardägäis vor. Die Art wächst in Phrygana sowie auf trockenem Brachland und auf Ruderalstellen. Auf Kreta ist sie in Höhenlagen von 0 bis 1700, selten bis 2000 Meter zu finden.

## Taxonomie
Ein Synonym für Crepis cretica Boiss. ist Crepis neglecta subsp. cretica (Boiss.) Hayek.

## Belege
1. 1 2 3  
Ralf Jahn, Peter Schönfelder: Exkursionsflora für Kreta. Mit Beiträgen von Alfred Mayer und Martin Scheuerer. Eugen Ulmer, Stuttgart (Hohenheim) 1995, ISBN 3-8001-3478-0, S. 340.
2. ↑  
Werner Greuter (2006+): Compositae (pro parte majore). – In: W. Greuter & E. von Raab-Straube (Hrsg.): Compositae. Euro+Med Plantbase - the information resource for Euro-Mediterranean plant diversity. Datenblatt Crepis cretica In: Euro+Med Plantbase - the information resource for Euro-Mediterranean plant diversity.